# Alte Schiffe
Alte Schiffe: Magazin für Bau, Erhaltung und Nutzung historischer Segel- und Motorfahrzeuge war eine Zeitschrift über historische Segel- und Motorschiffe, die zweimonatlich von Oktober 1990 bis zum August 1995 in 24 Ausgaben erschien. Herausgeber war der RKE-Verlag in Kiel. Der Verlag hatte ein speziell auf Schifffahrtsgeschichte ausgerichtetes Profil. Inhaltlich bot die Zeitschriftenreihe umfangreiche Fachartikeln über historische und schiffbauliche Themen, Reportagen und Berichte aktueller Ereignisse wie Regatten oder Seglertreffen sowie Bootsanzeigen und Buchbesprechungen. Die Ausstattung beinhaltete ein Layout mit Schwarz-Weiß-Druck und einigen Farbseiten.
Auf Grund der Vernetzung des Herausgebers in der Schifffahrtsszene gehörten mehrere Fachautoren zum Redaktionsteam.
Mit dem Verkauf des RKE-Verlages wurde 1995 die Reihe eingestellt.